# Семков Городок
Семков Городок — деревня в Папернянском сельсовете Минского района Минской области Республики Беларусь.

## История
Первое упоминание места приходится на 1161 г. (Encyklopedya Ogólna) как древнее поселение на реке Вяча в Минском округе.
На картах место впервые появляется в 1589 г. в работе Маттиаса Струбича (Matthias Strubicz), когда деревня носила название Городок Соломерецкий (Solomeczicz / Solomireczki Horodeck) — по имени первых владельцев, князей Соломерецких, одних из многочисленных Рюриковичей.
Деревня входила в состав Речи Посполитой, Российской Импеерии, СССР и сейчас Республики Беларусь. Изначально деревня была больше и к её территории до 1887 года относилась соседняя деревня Чучаны.
С начала XIX века деревня носила название Хмарин Городок, в честь последнего минского воеводы Адама Хмары. По легенде современное название деревня получила от одного из двух еврейских братьев Семёна, а второй брат Арон, «дал» современное название для Ароновой слободы.
Основной достопримечательностью являются руины церкви Рождества Богородицы. Здание строилось с 1791 по 1802 год по приказу тогдашнего владельца имения, минского воеводы Адама Хмары, как костел Рождества Девы Марии и святого Станислава.

## Инфраструктура
Сёмков городок находится в 8 км от МКАД в мядельском направлении и относится к Папернянскому сельскому совету.
Из центральных коммуникаций Сёмков Городок обеспечен главным — газопроводом, что значительно облегчает в деревне круглогодичное проживание. А необходимые объекты социальной инфраструктуры находятся в соседнем Сёмково, что в 3 км.
В Сёмков Городок ходит пригородный автобус и маршрутка. На автомобиле тоже несложно добираться, но из-за двухполосной дороги и нескольких «левых» поворотов дорога оказывается чуть дольше, чем ожидаешь. С другой стороны, Сёмков Городок может многое предложить для отдыха — в 3 км расположено Минское море со своими кафе и барами, придорожные шашлычные.
Будучи расположенным недалеко от более развитой деревни Сёмково, жители Сёмкова Городка основными объектами социальной инфраструктуры пользуются у соседей. В самом Сёмковом Городке расположено отделение почты. Из коммунальных сетей в Сёмковом Городке имеется центральный газопровод, а воду жители берут из скважин и колодцев. Канализация в деревне — местная
Сёмков Городок расположен в живописном месте, окружено лесами и полями, невдалеке протекает речка Чернявка, а возле деревни Сёмково сохранились остатки старинного парка. В трех километрах — Минское море. Недалеко располагается санаторий «Криница», база отдыха «Юность».